# Liste du patrimoine immobilier classé de Wanze
Cette page regroupe l'ensemble du patrimoine immobilier classé de la commune belge de Wanze.
| Objet | Année de construction / Architecte | Adresse                                                         | Section communale | Coordonnées                      | Numéro d’inventaire | Illustration                    |
| --- | ---------------------------------- | --------------------------------------------------------------- | ----------------- | -------------------------------- | ------------------- | ------------------------------- |
| Abbaye du Val Notre-Dame : hôtellerie, logis abbatial, colombier, ferme abbatiale (ouvrage d'entrée, logis) |                                    | Rue du Val Notre-Dame, n° 396                                   | Antheit           | 50° 33′ 00″ nord, 5° 12′ 56″ est | 61072-CLT-0001-01   | Abbaye du Val Notre-Dame        |
| Château Coulon (façade et toitures) |                                    | Rue Romainville, n° 22                                          | Bas-Oha           | 50° 31′ 03″ nord, 5° 10′ 48″ est | 61072-CLT-0002-01   | Château Coulon                  |
| Rochers, dits Roches aux Corneilles et Roches de la Marquise |                                    |                                                                 | Huccorgne Moha    | 50° 33′ 39″ nord, 5° 10′ 34″ est | 61072-CLT-0004-01   | Image manquanteTéléverser       |
| Ruines du Château fort de Moha |                                    | Rue de Madot et alentours                                       | Moha              | 50° 33′ 11″ nord, 5° 10′ 48″ est | 61072-CLT-0006-01   | Ruines du Château fort de Moha  |
| Potale |                                    | Rue Albert Ier, contre le n°12                                  | Vinalmont         | 50° 33′ 50″ nord, 5° 13′ 53″ est | 61072-CLT-0007-01   | Potale                          |
| Carrière, Fond du Rouâ |                                    |                                                                 | Vinalmont         | 50° 34′ 23″ nord, 5° 12′ 40″ est | 61072-CLT-0008-01   | Fond du Rouâ (carrière)         |
| Château rouge (façades, toitures, cheminées; papiers peints de la salle à manger), dépendances (façades et toiture), pavillon (façades, toitures, peintures du plafond) et mur d'enceinte, Rue Romainville, n° 11 |                                    |                                                                 | Bas-Oha           | 50° 31′ 10″ nord, 5° 11′ 16″ est | 61072-CLT-0009-01   | Châtau rouge                    |
| Potale |                                    | Rue Georges Smal, face au n° 2                                  | Wanze             | 50° 32′ 13″ nord, 5° 12′ 52″ est | 61072-CLT-0010-01   | Potale                          |
| Certaines parties de la maison et de ses dépendances |                                    | Rue de l'Église n° 225                                          | Moha              | 50° 32′ 50″ nord, 5° 11′ 07″ est | 61072-CLT-0011-01   | Maison et dépendances           |
| Potale Notre-Dame de Bon Voyage |                                    | Rue de Villers, face au n°2, anciennement chapelle de Vinalmont | Vinalmont         | 50° 34′ 01″ nord, 5° 13′ 58″ est | 61072-CLT-0013-01   | Potale Notre-Dame de Bon Voyage |